# 岩梅属
岩梅属（学名：Diapensia）是岩梅科下的一个属，为常绿、平卧亚灌木植物。该属共有5种，分布于北美、北欧和亚洲。